# Primera División de Fútbol Sala de Andorra
La Primera División de Fútbol Sala (Primera divisió de Futsal en catalán) es la máxima categoría del campeonato de liga de Andorra. Todos los clubes juegan en 4 pabellones: el Poliesportiu d'Andorra, Prat Gran, CE Serradells y el pabellón de Encamp.

## Equipos de la temporada 2020-21
| Club                    | Parroquia              |
| ----------------------- | ---------------------- |
| FC Encamp               | Encamp                 |
| Atlètic Club d'Escaldes | Las Escaldas-Engordany |
| FS La Massana           | La Massana             |
| DDS Madriu              | Ordino                 |
| FC Rànger's             | Andorra la Vieja       |
| UE Extremenya           | Andorra la Vieja       |
| FC Pas de la Casa       | Encamp                 |
| FC Santa Coloma         | Andorra la Vieja       |
| PVE 93                  | Encamp                 |
| CE Carroi               | Andorra la Vieja       |
| CF Atlètic Amèrica      | Las Escaldas-Engordany |
| UE Santa Coloma         | Andorra La Vieja       |
| CE Comapedrosa          | Andorra la Vieja       |
| CE Casa de Portugal     | Andorra la Vieja       |

## Sistema de competición
Los catorce clubes que integran la Primera división andorrana se enfrentan todos contra todos a una vuelta. Tras estas primeras 13 jornadas, los seis primeros clasificados juegan una liguilla entre ellos a una sola vuelta para decidir el campeón de la liga (playoff per al títol) y los ocho últimos hacen lo propio en una fase de complementación (playoff classificació). El campeón clasificará a la ronda preliminar de la Liga de Campeones de la UEFA de fútbol sala.

## Lista de campeones
| Año     | Campeón                      |
| ------- | ---------------------------- |
| 1995/96 | FC Rànger's                  |
| 1996/97 | FC Rànger's                  |
| 1997/98 | Assegurances Doval           |
| 1998/99 | Assegurances Doval           |
| 1999/00 | FS Ranger's Pizzeria Venecia |
| 2000/01 | FC Encamp                    |
| 2001/02 | UE Santa Coloma              |
| 2002/03 | UE Santa Coloma              |
| 2003/04 | FS Cap de Carrer             |
| 2004/05 | FS Cap de Carrer             |
| 2005/06 | FC Encamp                    |
| 2006/07 | FC Encamp                    |
| 2007/08 | DDS Madriu                   |
| 2008/09 | DDS Madriu                   |
| 2009/10 | FC Encamp                    |
| 2010/11 | FC Encamp                    |
| 2011/12 | FC Encamp                    |
| 2012/13 | FC Encamp                    |
| 2013/14 | FC Encamp                    |
| 2014/15 | FC Encamp                    |
| 2015/16 | FC Encamp                    |
| 2016/17 | FC Encamp                    |
| 2017/18 | FC Encamp                    |
| 2018/19 | FC Encamp                    |
| 2019/20 | FC Encamp                    |
| 2020/21 | FC Encamp                    |
| 2021/22 | FC Encamp                    |
| 2022/23 | FC Encamp                    |
| 2023/24 | FC Rànger's                  |
| 2024/25 | FC Encamp                    |

## Títulos por equipo
| Club               | Títulos | Años campeón |
| ------------------ | ------- | --- |
| FC Encamp          | 18      | 2000-01, 2005-06, 2006-07, 2009-10, 2010-11, 2011-12, 2012-13, 2013-14, 2014-15, 2015-16, 2016-17, 2017-18, 2018-19, 2019-20, 2020-21, 2021-22, 2022-23, 2024-25 |
| FC Rànger's        | 4       | 1995-96, 1996-97, 1999-00, 2023-24 |
| FC Madriu          | 2       | 2007-08, 2008-09 |
| FS Cap de Carrer   | 2       | 2003-04, 2004-05 |
| Assegurances Doval | 2       | 1997-98, 1998-99 |
| UE Santa Coloma    | 2       | 2001-02, 2002-03 |

## Curiosidades
- Los equipos juegan en cuatro pabellones: Poliesportiu d'Andorra, Prat Gran, CE Serradells y el pabellón de Encamp.

- La mayoría de los equipos juegan también en la Primera División de Andorra